# Goradil
Goradil (również Gerodil, Goradil i Gorodil) – miejscowość która jest najsłabiej zaludniona w rejonie Abşeron w Azerbejdżanie. Liczba ludności wynosi 886.